# Species Plantarum

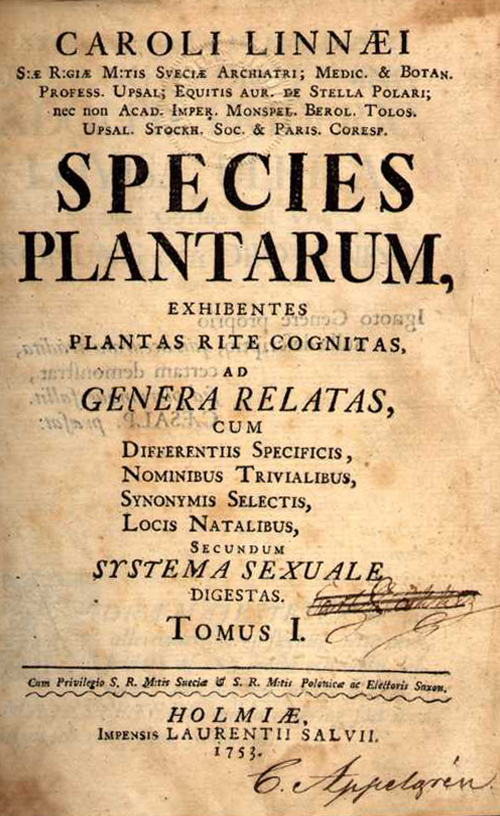
Strona tytułowa dzieła Species Plantarum

Species Plantarum – dzieło Karola Linneusza opublikowane w 1753, zawierające wykład jego systemu klasyfikacyjnego roślin. Opisy w nim zawarte uznano w taksonomii roślin za pierwsze prawidłowo opublikowane naukowe definicje gatunków.
Drugie wydanie opublikował Linneusz w 1763 r. Następnie było parokrotnie wznawiane i uzupełniane, m.in. przez Carla Ludwiga von Willdenowa (w latach 1797–1830) (pod tym samym tytułem) i Alberta Gottfrieda Dietricha (1831–1833).
Ogólnie przyjęty skrót tytułu Species plantarum stosowany w wypisach bibliograficznych, to Sp. Pl. lub Sp. pl., a wydanie 2. to Sp. Pl., ed. 2 lub Sp. pl., ed. 2.
- Przykład: cytowanie autorstwa nazwy kopytnika pospolitego z wypisem bibliograficznym:

Asarum europaeum L., Sp. pl. 1: 442 (1753)
oznacza: diagnoza opublikowana przez Linneusza w Species plantarum w tomie 1 na stronie 442 w wydaniu z roku 1753.
- Czasami stosowana jest jeszcze dokładniejsza wersja[1]:

Centaurea Linnaeus, Sp. Pl. 909. 1 Mai 1753.

co oznacza: diagnoza dla rodzaju chaber (Centaurea) opublikowana przez Linneusza w Species Plantarum na stronie 909 1 maja 1753 roku.